# Efteling Stoomtrein Maatschappij

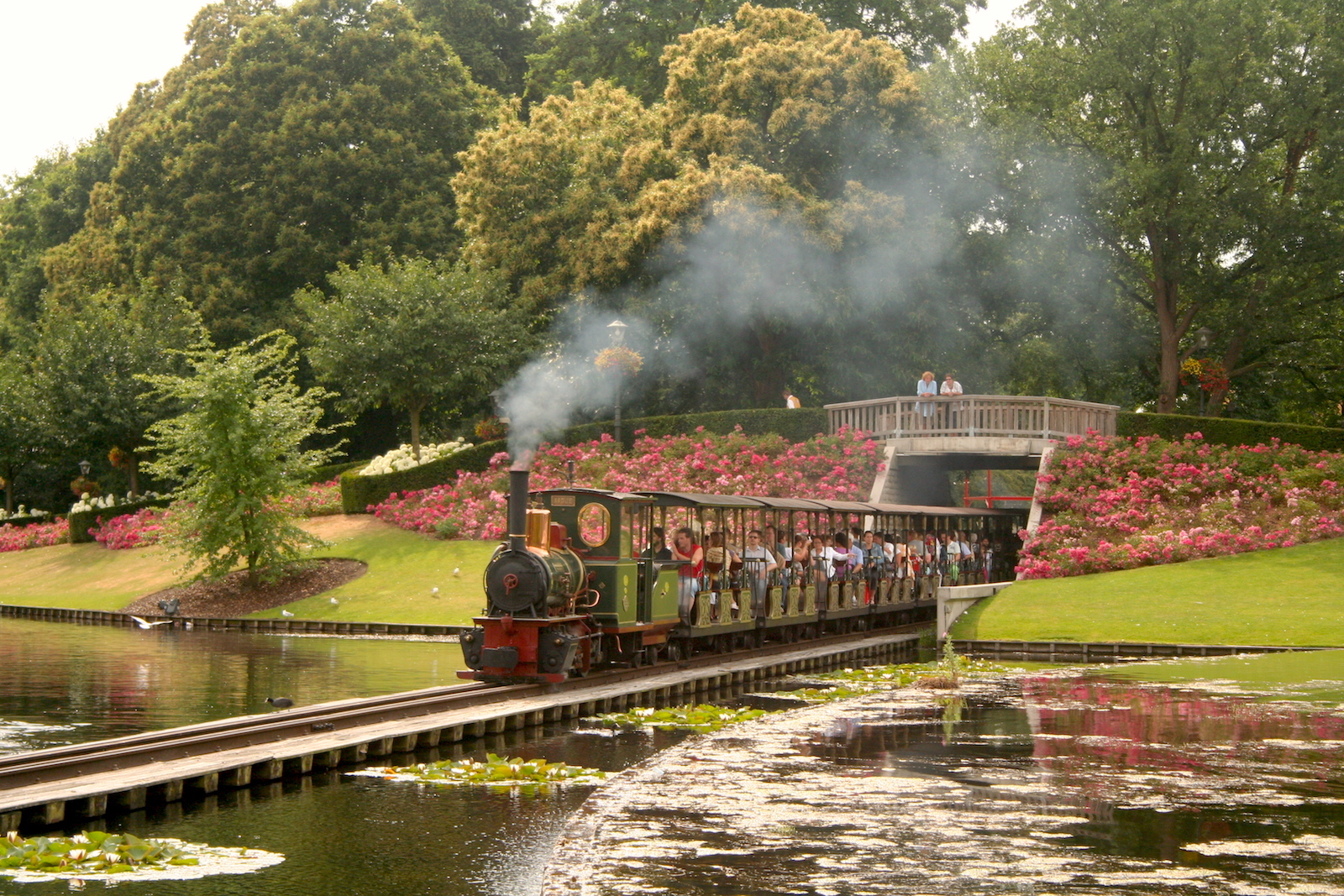
Locomotief 'Aagje' met trein van de Efteling Stoomtrein Maatschappij rijdt over de brug over de Siervijver.

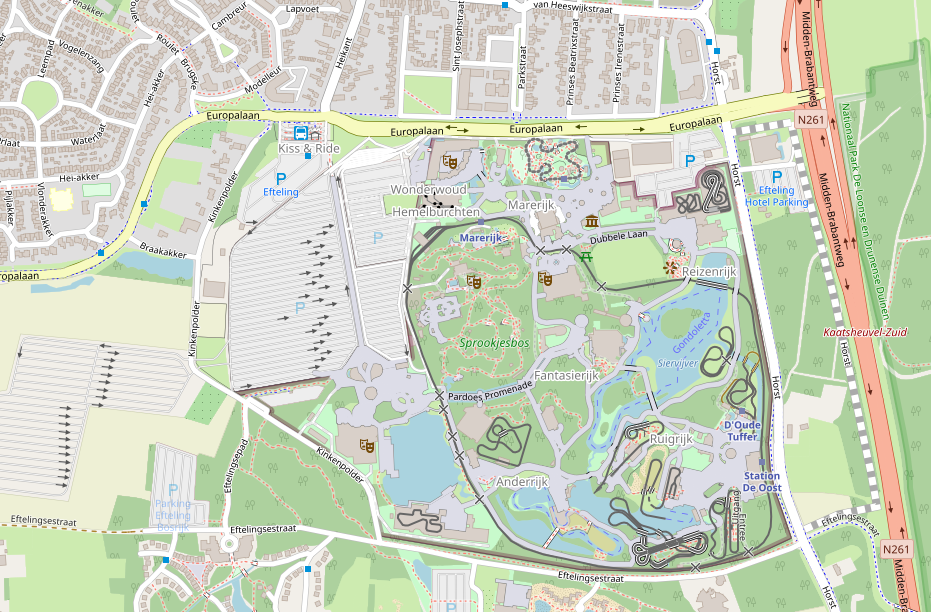
De ringlijn van de Efteling Stoomtrein door de Efteling.

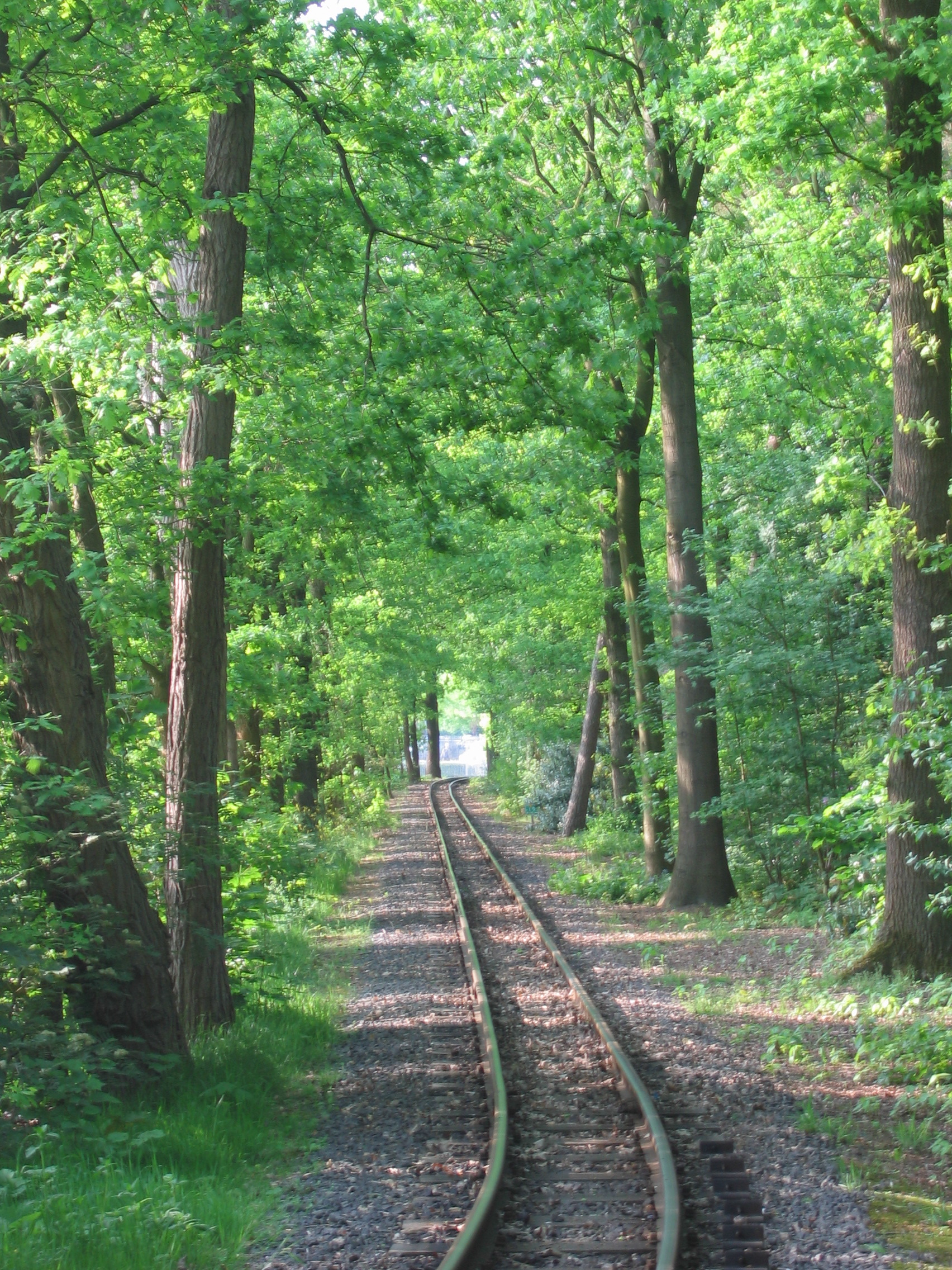
Het smalspoor van de Efteling Stoomtrein in een bosrijk gedeelte van het park

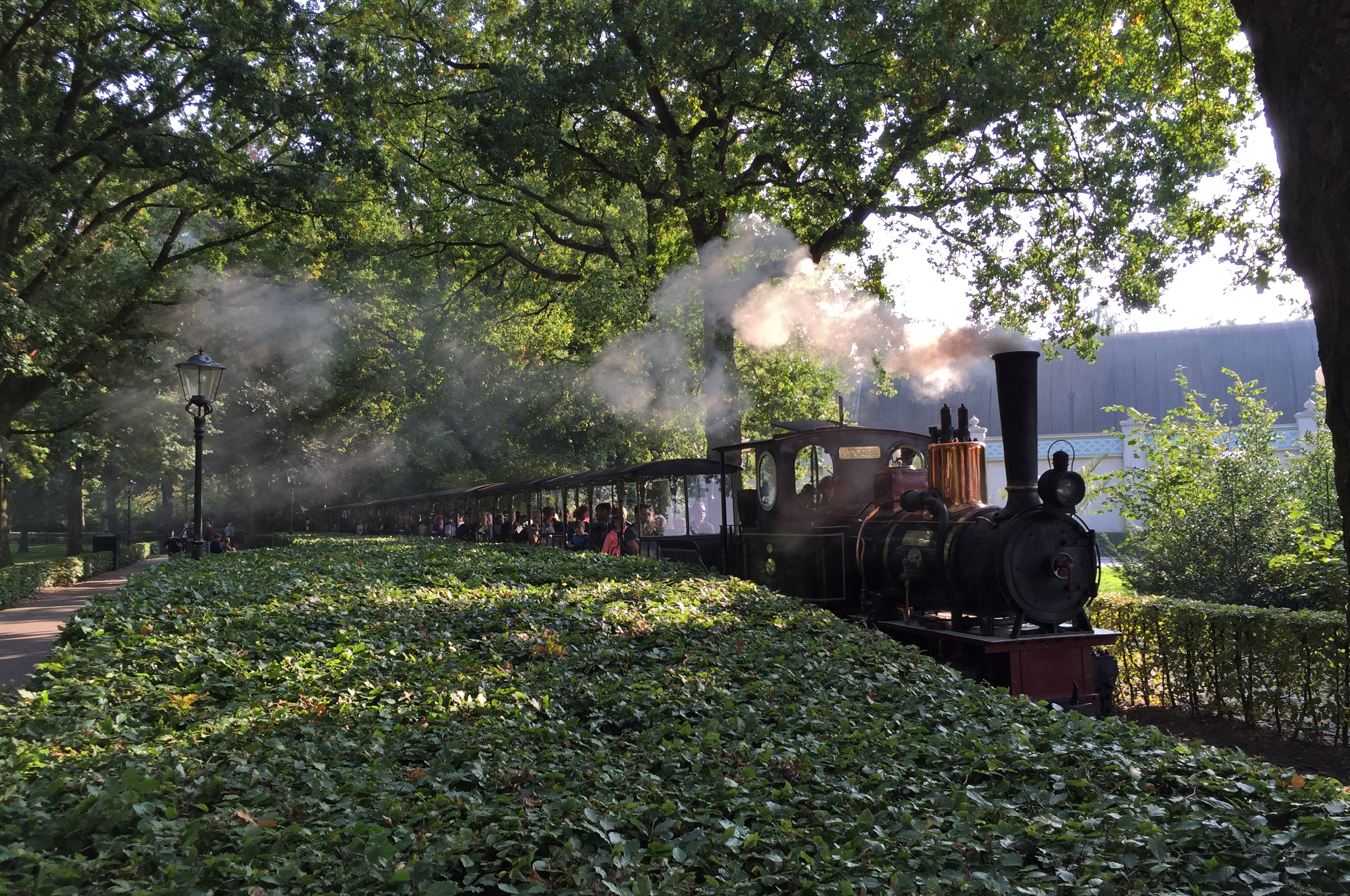
De Efteling Stoomtrein onderweg door het bos.

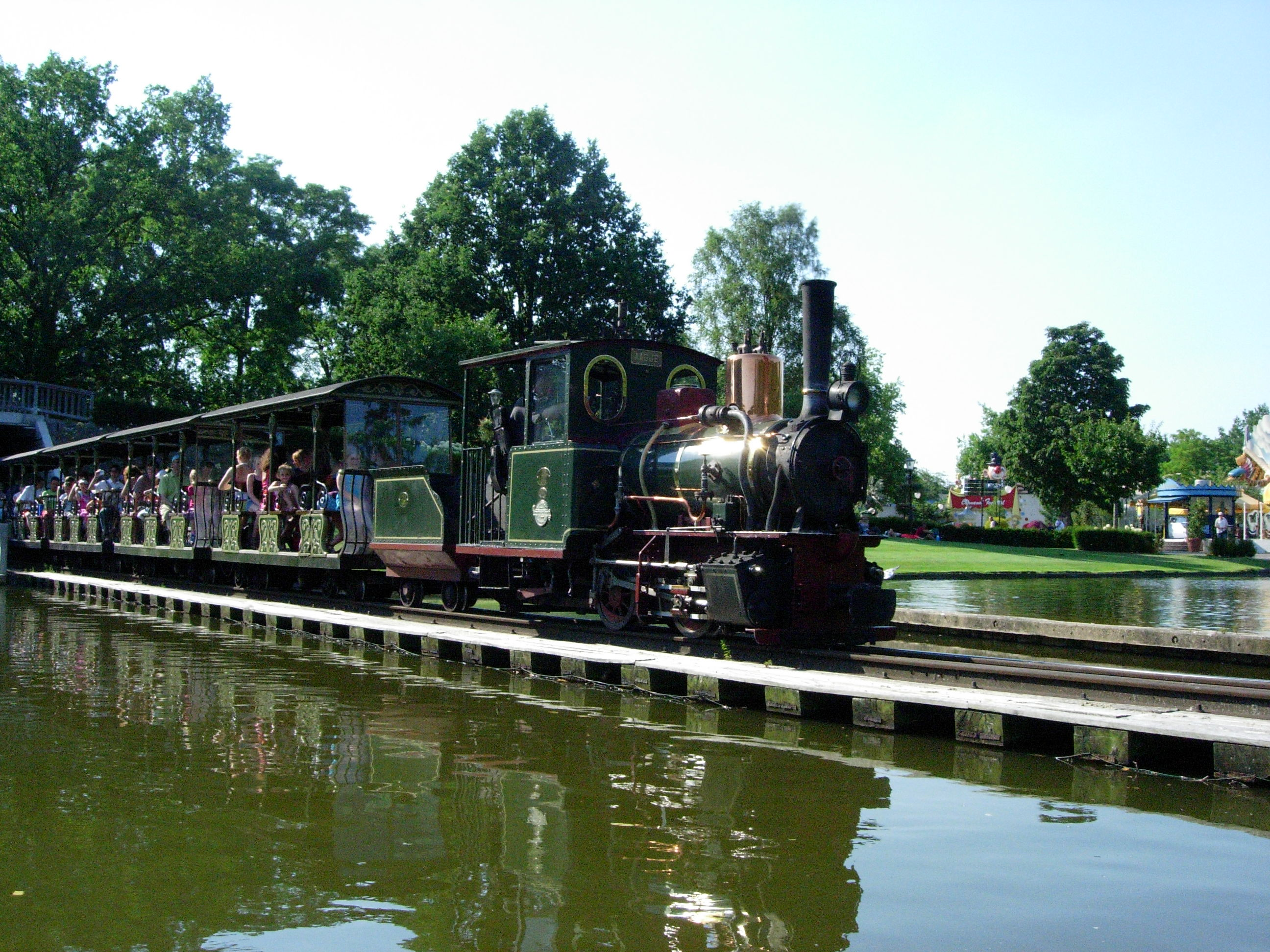
De Efteling Stoomtrein met loc 'Aagje', gezien vanuit de Gondoletta.

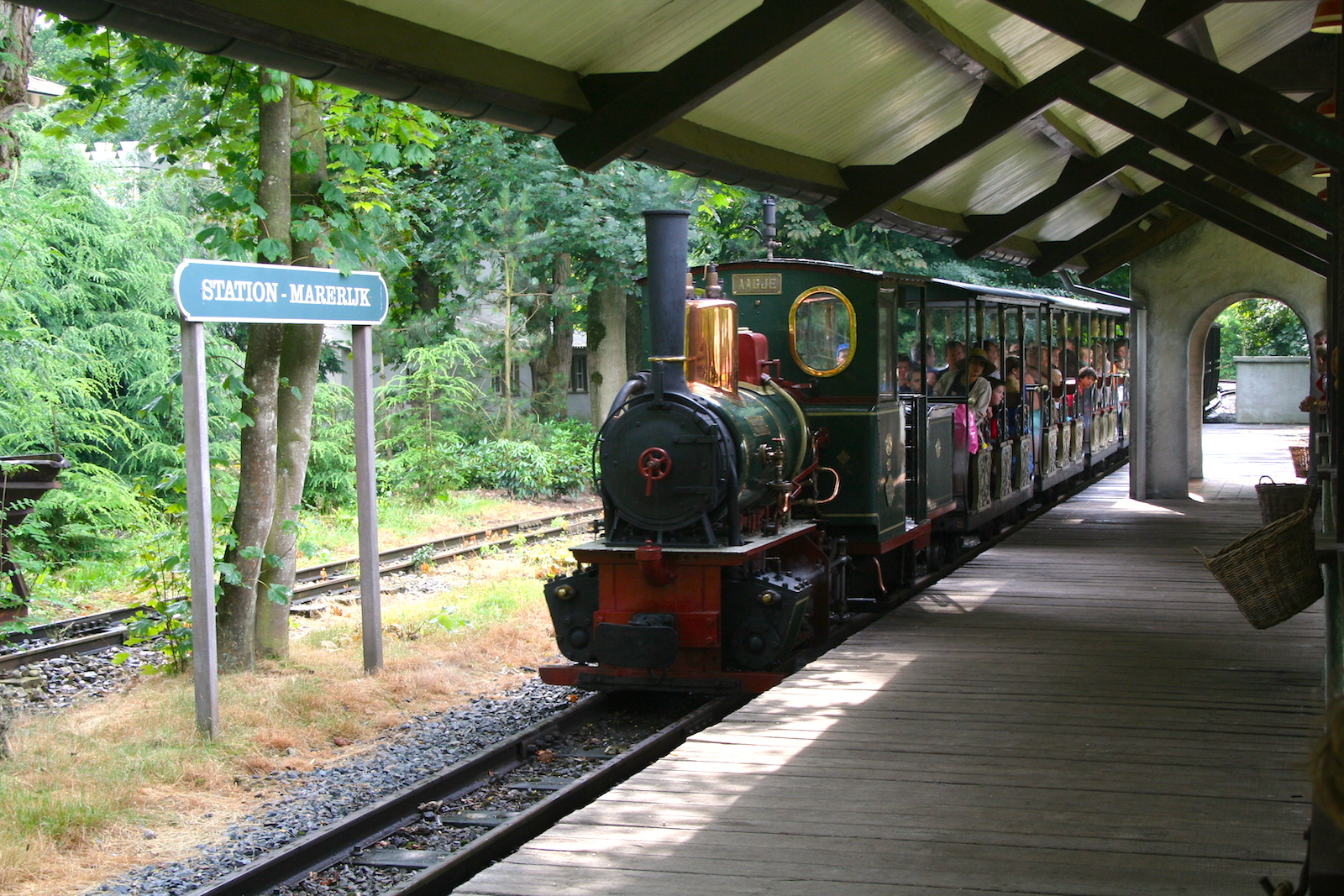
Locomotief 'Aagje' met trein van de Efteling Stoomtrein Maatschappij arriveert in het Station Marerijk. Foto: Erik Swierstra.

De Stoomtrein is sinds 1969 een van de attracties in de Efteling te Kaatsheuvel.
Het Kinderspoor werd al in 1954 in gebruik genomen, maar de eerste stoomtrein reed op 31 maart 1969 door het park. Nog meer (model)treinen verschenen achter de Stoomcarrousel in 1971 in de driedimensionale miniatuurwereld die lijkt op een prent van Anton Pieck.
De Efteling was al sinds 1959 bezig geweest met het idee voor de aanleg van een spoortraject in het park. Firma’s als 'Spoorijzer’ te Delft, 'Krekel’ te Apeldoorn en 'Neve’ te Vreeswijk konden het park echter niet bieden wat zij zocht. Uiteindelijk werd in 1968 de locomotief 'Aagje' gekocht. De stoomlocomotief, die stamt uit 1911, was nog in gebruik in de Arnhemse Steenfabriek IJsseloord. De Efteling Stoomtrein werd in gebruik genomen bij het begin van het nieuwe seizoen met Pasen in maart 1969.

## Spoorlijn en stations
De spoorwijdte van de smalspoorlijn is 600 mm. Het eerste spoor werd in 1968 aangelegd. Hiervoor werden zware Cockerill-rails uit 1914 gebruikt, die van een Belgische aannemer konden worden overgenomen. De lijn liep in een U-vorm om het park heen en had een lengte van één kilometer en twee stations. De lengte van het spoor is, na een aantal verlengingen in de loop der jaren, ruim drie kilometer. De lijn vormt een ringlijn die met de klok mee wordt bereden. Hij loopt om vrijwel het hele park heen, behalve het noordelijke en meest westelijke deel.
Langs de lijn zijn er twee stations waar reizigers kunnen in- en uitstappen: Station Marerijk (Station West) aan de Sint Nicolaasplaets en in De Oost.
Aanvankelijk was de baan aan beide eindpunten voorzien van een keerdriehoek, zodat de locomotief altijd 'met schoorsteen voor' kon rijden. De eerste verlenging van de lijn was in 1974, toen het westelijke station, bij het Sprookjesbos, werd verplaatst van de oorspronkelijke locatie naar de Sint Nicolaasplaets, waar nu nog het vertrekpunt van de trein is. Ook werd er halverwege de lijn een wisselplaats aangelegd, zodat de twee treinen die nu gingen rijden elkaar onderweg konden kruisen. Vanaf het begin van het seizoen 1974 was de lijn geschikt om er twee treinen te laten rijden.
In 1981 werd de lijn aan de zuidoostkant over 500 meter verlegd om ruimte te maken voor de bouw van de Python, de trein rijdt hier omheen. Aan dit lijngedeelte ligt nu het Station De Oost.
Al vanaf 1972 was er de wens om een ringlijn te vormen. Daarvoor kwam in 1984 de laatste verlenging van 500 meter tot stand. De cirkel werd gesloten door tussen west en oost een verbinding te leggen, vanaf de Sint Nicolaasplaets, langs de speelweide en met een 75 meter lange brug over de Siervijver, om aan te sluiten op de bestaande lijn ten oosten van de Gondolettavijver. Het oude Station Noord werd gesloten, hier staat nu de Kleuterhof. Er waren nu stations bij de Python (Ruigrijk, thans De Oost) en Piraña (Zuid). Het Station Zuid werd later gesloten. De rit over het bijna drie kilometer lange traject wordt in ruim vijftien minuten afgelegd.
In 1999 werd de spoorbaan compleet gerenoveerd. Tevens werd ter hoogte van 'Droomvlucht' een nieuwe remise in gebruik genomen. Dit nieuwe gebouw bevat tevens het 'Sprookjesstation'. De oude remise die achter het winkeltje op het Herautenplein lag is afgebroken. Op deze plek werden struiken aangeplant.
In het Sprookjesstation nabij Marerijk wordt niet gestopt, maar kunnen de passagiers figuren zoals een Holle Bolle Gijs, de Gelaarsde Kat, een kabouter en een heks zien. Voor het grootste deel zijn de passagiers op het perron Laven.
In 2009 werd het bestaande horecapunt Likkebaerd aangepakt en grondig verbouwd tot een gethematiseerd stationsgebouw met horecavoorziening. Station de Oost opende zijn deuren vanaf het begin van de Winter Efteling 2009.
| Station              | Opening | Opening  | Extra info                                                    |
| -------------------- | ------- | -------- | ------------------------------------------------------------- |
| Station Marerijk     | 1974    | 1974     | Ook aangeduid als Station Sint Nicolaasplaets                 |
| Station de Oost      | 2009    | 2009     |                                                               |
| Sprookjesstation     | 1999    | 1999     | De Stoomtrein stopt hier niet                                 |
| Voormalige Stations  |         |          |                                                               |
| Station              | Opening | Sluiting | Reden sluiting                                                |
| Station Sprookjesbos | 1968    | 1974     | Verwijderd vanwege opening Station Marerijk                   |
| Station Noord        | 1968    | 1984     | Overbodig geworden                                            |
| Station Ruigrijk     | 1999    | 2009     | Verwijderd vanwege opening Station de Oost                    |
| Station Oost         | 1984    | 1999     | Vervangen door Station Ruigrijk                               |
| Station Zuid         | 1988    | 1995     | Gesloopt voor de bouw van het Fata Morgana Evenementencomplex |

## Materieel
De Efteling Stoomtrein telt vijf locomotieven:
| Locomotief              | Bouwjaar | Herkomst                  | In dienst | Extra info                                                                   | Extra info                                                                   |
| ----------------------- | -------- | ------------------------- | --------- | ---------------------------------------------------------------------------- | ---------------------------------------------------------------------------- |
| Aagje                   | 1911     | Duitsland                 | 1968      | Sinds 8 mei 2025 geëlektrificeerd.                                           | Sinds 8 mei 2025 geëlektrificeerd.                                           |
| Moortje                 | 1908     | België                    | 1974      |                                                                              |                                                                              |
| Trijntje                | 1991     | Nieuw gemaakt in Engeland | 1991      | Opvolger van Neefje                                                          | Opvolger van Neefje                                                          |
| Dieseltje II            | 1995     | Nieuw gemaakt in Engeland | 1995      | Gebouwd in Engeland na inlevering van Dieseltje I, rijdt als enige op diesel | Gebouwd in Engeland na inlevering van Dieseltje I, rijdt als enige op diesel |
| Voormalige Locomotieven |          |                           |           |                                                                              |                                                                              |
| Locomotief              | Bouwjaar | Herkomst                  | In dienst | Buiten dienst                                                                | Extra info                                                                   |
| Neefje                  | 1914     | Nederland                 | 1981      | 1991                                                                         | Staat sinds 2001 tentoongesteld voor Station Marerijk                        |
| Dieseltje I             | 1953     | Nederland                 | 1953      | 1995                                                                         | Vervangen door Dieseltje II                                                  |

Alle stoomlocomotieven hebben een door Anton Pieck ontworpen tender gekregen, hoewel deze bij dit loctype niet gebruikelijk was. De stoomlocs worden gestookt op kolen.

### Locomotief 'Aagje'

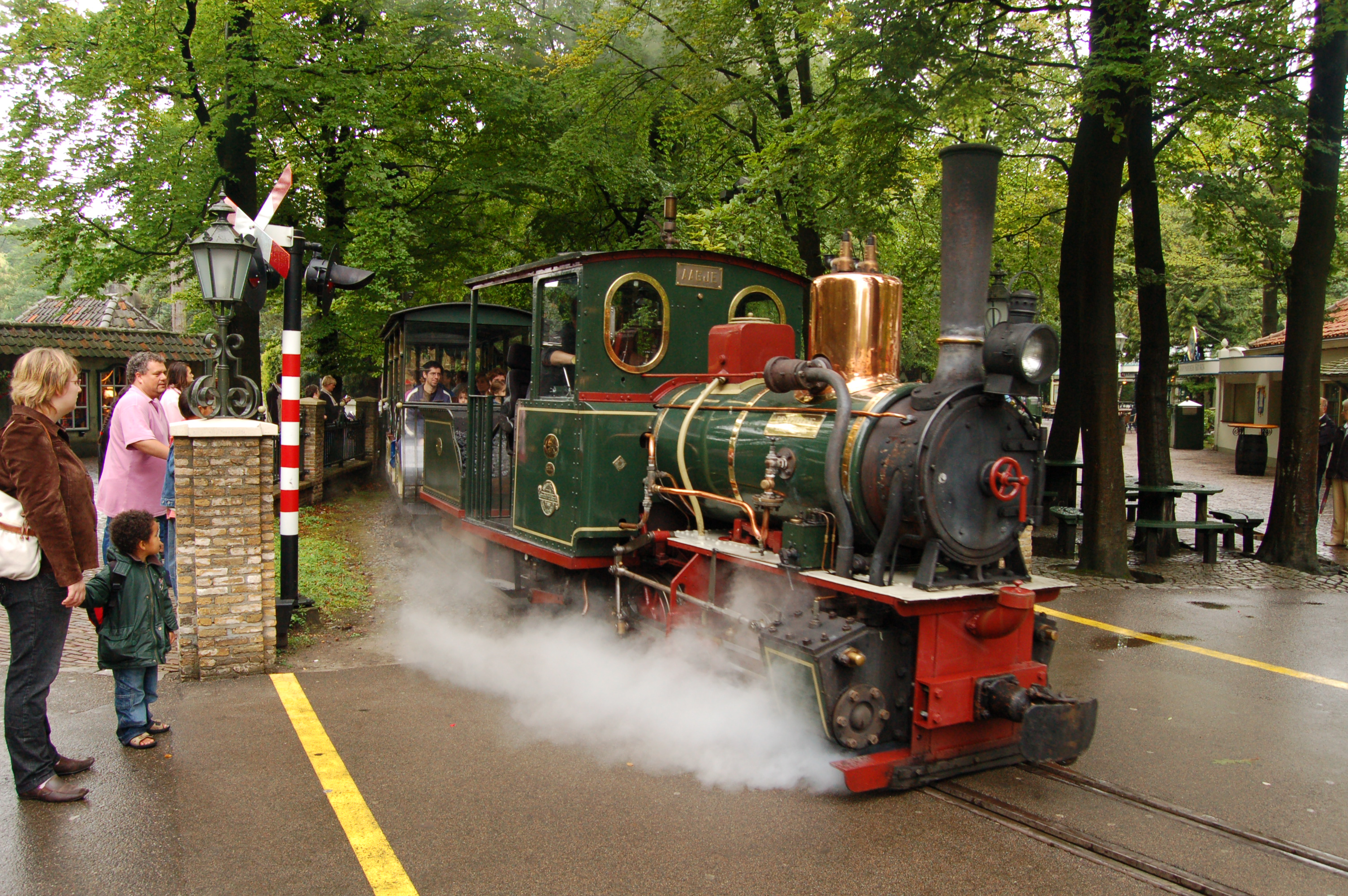
De Efteling Stoomtrein met locomotief 'Aagje' op een overweg.

Stoomloc 'Aagje' is een in 1911 door Orenstein & Koppel (fabrieksnummer 4930) gebouwde locomotief, die dienst deed bij steenfabriek IJsseloord in Arnhem. In 1968 werd het locje door de Efteling overgenomen. Voordat hij bij de Efteling kwam werd de locomotief opgeknapt door Kees Neve. Uiteindelijk kreeg de locomotief een donkergroene kleur. Het locje is aangepast aan de ideeën van Anton Pieck, de ontwerper van de Efteling. Zo heeft het bijvoorbeeld een losse tender gekregen, omdat "het publiek die nu eenmaal verwacht bij een stoomloc". Voor de tender werden wielen gebruikt van oude mijnkarren (ook bekend als lorries). De loc kreeg in 1979 ook een nieuwe ketel. Later zijn er ook andere details aan toegevoegd. Zo zit er tegenwoordig ter hoogte van de schoorsteen een frontsein.
Het laatste defilé voor koningin Juliana bij Paleis Soestdijk werd in 1980 gehouden, zij werd dat jaar opgevolgd door koningin Beatrix. De stoomtrein van de Efteling reed voor die gelegenheid door de tuin voor het paleis, waar speciaal een spoor was aangelegd. Locomotief 'Aagje' trok zijn koninklijke gasten tijdens een ritje over een spoor met een spoorwijdte van zestig centimeter.

### Locomotief 'Moortje'

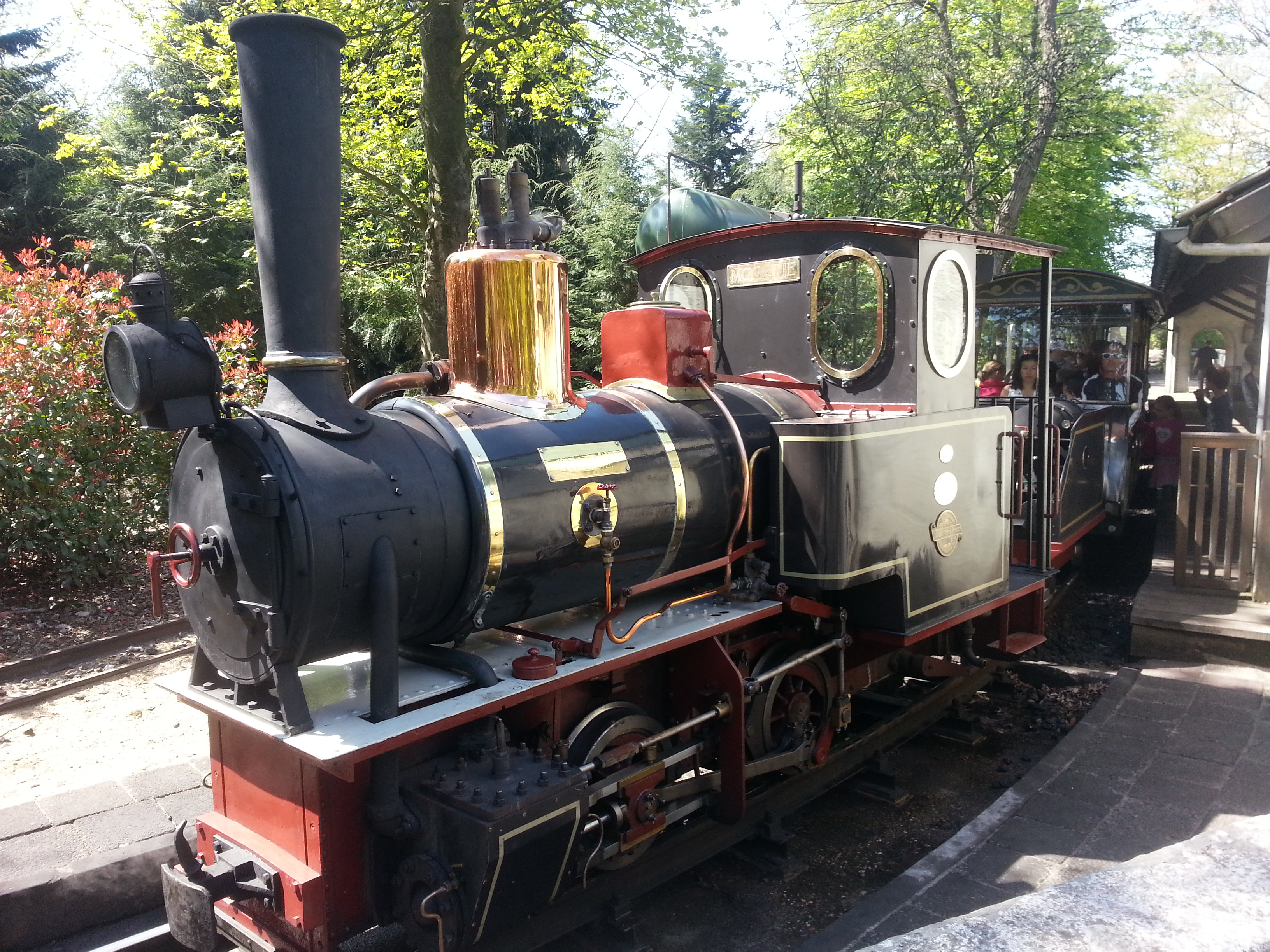
Locomotief 'Moortje.

Als gevolg van het succes van de stoomtrein zocht de directie naar uitbreiding van de capaciteit. Deze werd gevonden door aanschaf van een tweede locomotief en het bijbouwen van een tweede stel rijtuigen. Locomotief 'Aagje' kreeg in 1974 versterking van 'Moortje'. Deze locomotief was ook door Orenstein & Koppel gebouwd en wel in 1908 (fabrieksnummer 2697). Zij werd overgenomen van een sloper in Brussel en was niet meer dan een hoop oud ijzer. Na een grote herstelling, inclusief een nieuwe ketel en een nieuwe tender, kon de loc in 1974 in dienst gesteld worden. Vanwege de zwarte kleur werd de loc 'Moortje' gedoopt.

### Locomotief 'Neefje'

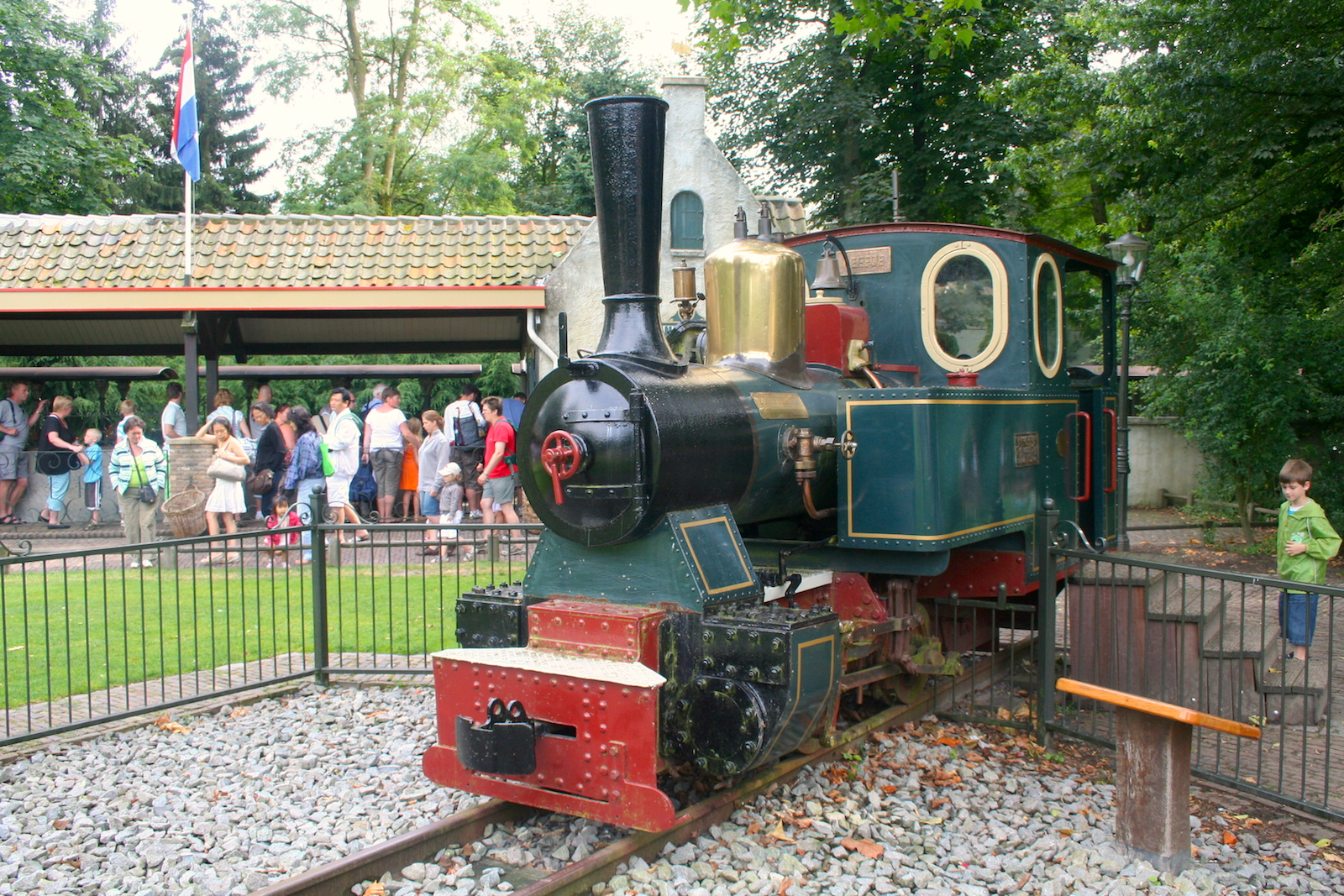
Locomotief 'Neefje' van de Efteling Stoomtrein Maatschappij opgesteld als statisch monument voor Station Marerijk. Foto: Erik Swierstra.

Omdat er naast de twee aanwezige locomotieven behoefte bestond aan een reserveloc werd uitgezien naar een derde loc. Bij Kees Neve in Zeeland (N.B.) stond een in 1914 door Henschel & Sohn (fabrieksnummer 13067) gebouwde vuurloze locomotief. Deze was afkomstig van de Koninklijke Nederlandsche Gist- en Spiritusfabriek te Delft.
In 1980 kwam deze loc in de Efteling als 'Neefje' in dienst, de derde locomotief na 'Aagje' en 'Moortje'. 'Neefje' was vernoemd naar Kees Neve, van de Stichting Stoomcentrum Zeeland, die alle drie locomotieven reviseerde en gebruiksklaar maakte voor de Efteling. Daarnaast is de naam 'Neefje' een verwijzing naar 'Aagje' en 'Moortje' (broer en zus), aangezien zij welbeschouwd een 'Neefje' is van beide locomotieven. 'Neefje' was aanvankelijk een vuurloze locomotief en dat betekende dat zij geen vuurkist had. Dit was voor de Efteling niet bruikbaar, zodat de locomotief door Neve werd verbouwd met een nieuwe ketel en nieuw machinistenhuis. Door de verbouwing en het toevoegen van een stoomketel werd de loc veel zwaarder. De lagers en assen konden dit gewicht niet aan. Daarom werd de machine na de komst van 'Trijntje' in 1992 niet meer gebruikt. De locomotief stond tot 2001 opgeborgen in de remise, waarna deze op de Sint Nicolaasplaets werd geplaatst als statisch monument.

### Locomotief 'Trijntje'
In plaats van 'Neefje' is loc 'Trijntje' in dienst gekomen. Deze loc is in 1992 nieuw gebouwd door Alan Keef, leverancier van smalspoormaterieel te Ross-on-Wye in Engeland, onder fabrieksnummer 38.

### Locomotief 'Dieseltje'
Verder heeft de Efteling een diesellocomotief, die wordt gebruikt om 's ochtends een controlerondje te rijden en afval van het traject te verwijderen. De eerste was een Diema-locje, gebouwd in 1953 door de Diepholzer Maschinenfabrik met het fabrieksnummer 1600. Dit locomotiefje droeg de naam 'Dieseltje' en kwam bij de Efteling in 1975 terecht als hulploc. Na 20 jaar dienst werd de eerste diesellocomotief vervangen en ingeruild bij Alan Keef te Ross-on-Wye in Engeland. Dit bedrijf bouwde in 1995 speciaal voor de Efteling een nieuwe diesellocomotief onder fabrieksnummer 40. De oude diesellocomotief werd doorverkocht aan een amateurspoorlijn in Engeland.

### Vervanging stoomtractie door elektrische tractie
Locomotief Aagje is sinds 2021 buiten dienst met een defecte stoomketel. Voorjaar 2024 werd bij loc Moortje de stoomketel afgekeurd, zodat sindsdien nog één rijvaardige stoomloc, Trijntje, beschikbaar is voor de treindienst. Omdat deze loc wegens onderhoud niet alle dagen van de week beschikbaar is kan de stoomtreindienst niet meer dagelijks worden uitgevoerd.
In april 2024 werd aangekondigd dat de "stoomtreinen elektrisch worden". Sinds de start van de stoomtrein in de Efteling rijdt deze op steenkool. De Efteling heeft de ambitie "in 2030 klimaatneutraal te zijn", zodat men geen steenkool meer wil gebruiken. De bestaande locs worden verbouwd voor elektrische aandrijving. Het uiterlijk van de locs blijft behouden. Daarmee is er dus geen sprake meer van een stoomlocomotief (aangedreven door stoomkracht), maar een elektrische locomotief (aangedreven door elektrische energie) met een "nostalgisch stoomloc uiterlijk". De beide niet-rijvaardige locs Aagje en Moortje worden verbouwd vanaf winter 2025. Stichting Mobiele Collectie Nederland heeft zijn zorgen geuit over de aantasting van ruim een eeuw oud mobiel erfgoed.

### Rijtuigen
Aanvankelijk waren er vier gesloten rijtuigen die in 1969 in eigen beheer waren gebouwd. Omdat deze vier rijtuigen te weinig capaciteit hadden werden er zes open rijtuigen bijgebouwd. Met de komst van 'Moortje' in de Efteling werden er in 1974 nog eens acht open rijtuigen gebouwd, zodat er nu totaal achttien rijtuigen zijn, die ieder aan 18 passagiers plaats bieden. Aanvankelijk werden drie treinstammen met elk 6 rijtuigen gevormd. Er werd dan op drukke dagen met drie treinen gereden. Enkele jaren later werden verschillende stations opgeheven waardoor alleen Station Marerijk, en Station Ruigrijk overbleven. Hierdoor was het niet langer mogelijk om met drie treinen te rijden, omdat bij bijv. onweer, de stoomtrein niet mag rijden, en vanwege de veiligheid elke trein op dat moment bij een station moet kunnen staan. Vanaf dat moment werden met de achttien rijtuigen twee treinstammen gevormd van 9 rijtuigen, die bestaan uit zeven open en achteraan twee gesloten rijtuigen. Vandaag de dag is het bij station Marerijk nog steeds zichtbaar dat er vroeger met drie treinen werd gereden. Het zijspoortje bij Station Marerijk is nog steeds aanwezig. Hier stond vroeger de derde treinstam geparkeerd. Ook is het perron destijds verlengd zodat 9 rijtuigen langs het perron kunnen staan. Dit is te zien aan het stukje ‘open’ perron zonder afdak. Het station is bij de bouw berekend op 6 rijtuigen.
Aan de achterkant van het laatste gesloten rijtuig hangt een sprookjesachtige schatkist met een stroomgenerator erin. Deze wordt in de wintermaanden gebruikt om elektriciteit op te wekken voor de verlichting op de rijtuigen en locomotieven. Op beide treinstammen hangt aan het laatste rijtuig ook een rood sluitsein.